# カルロス・マソン
カルロス・マソン（スペイン語: Carlos Mazón、1974年8月4日 - ）は、スペイン・アリカンテ県アリカンテ出身の弁護士・政治家。国民党(PP)所属。2019年にはアリカンテ県議会議長に選出された。2021年には国民党バレンシア州支部長に就任した。2023年からバレンシア州首相を務めている。

## 経歴

### 青年時代
1974年にアリカンテ県アリカンテに生まれた。アリカンテ大学で法学を学んで卒業した。1999年のスペイン地方選挙後に国民党(PP)がバレンシア州政府の与党となり、エドゥアルド・サプラナが州首相に就任すると、25歳だったマソンは国民党バレンシア青年局の局長に就任した。

### 政界への進出
2003年には国民党のフランシスコ・カンプスが州首相に就任し、マソンは商業・消費局の局長に就任した。2007年には国民党バレンシア州支部内でサプラナ派とカンプス派の対立が起こり、よりリベラルなカンプス派だったマソンはバレンシア州政府を離れた。
2019年7月のバレンシア州議会選挙後、国民党はシウダダノスと連立政権を組んで与党となり、マソンはアリカンテ県議会議長に選出された。2020年には国民党アリカンテ県支部長に就任し、2021年7月には国民党バレンシア州支部長に就任した。

### バレンシア州首相
2023年のバレンシア州議会議員選挙には国民党の筆頭候補（州首相候補）として臨み、国民党は改選前の19議席から40議席に躍進して第1党となった。州首相指名投票ではVoxからの支持も得て、マソンが州首相に選出された。

## 家族
父親のカルロス・マソン（息子と同名）は血液学者であり、アリカンテには父親の名を冠した通りがある。母方の祖父のアルフォンソ・ギショットは興行師の正確を有する実業家であり、映画館や闘牛場を所有していたほか、サッカークラブのエルクレスCFの会長も務めた。